# علم الفيزياء الشمسية بوكالة ناسا

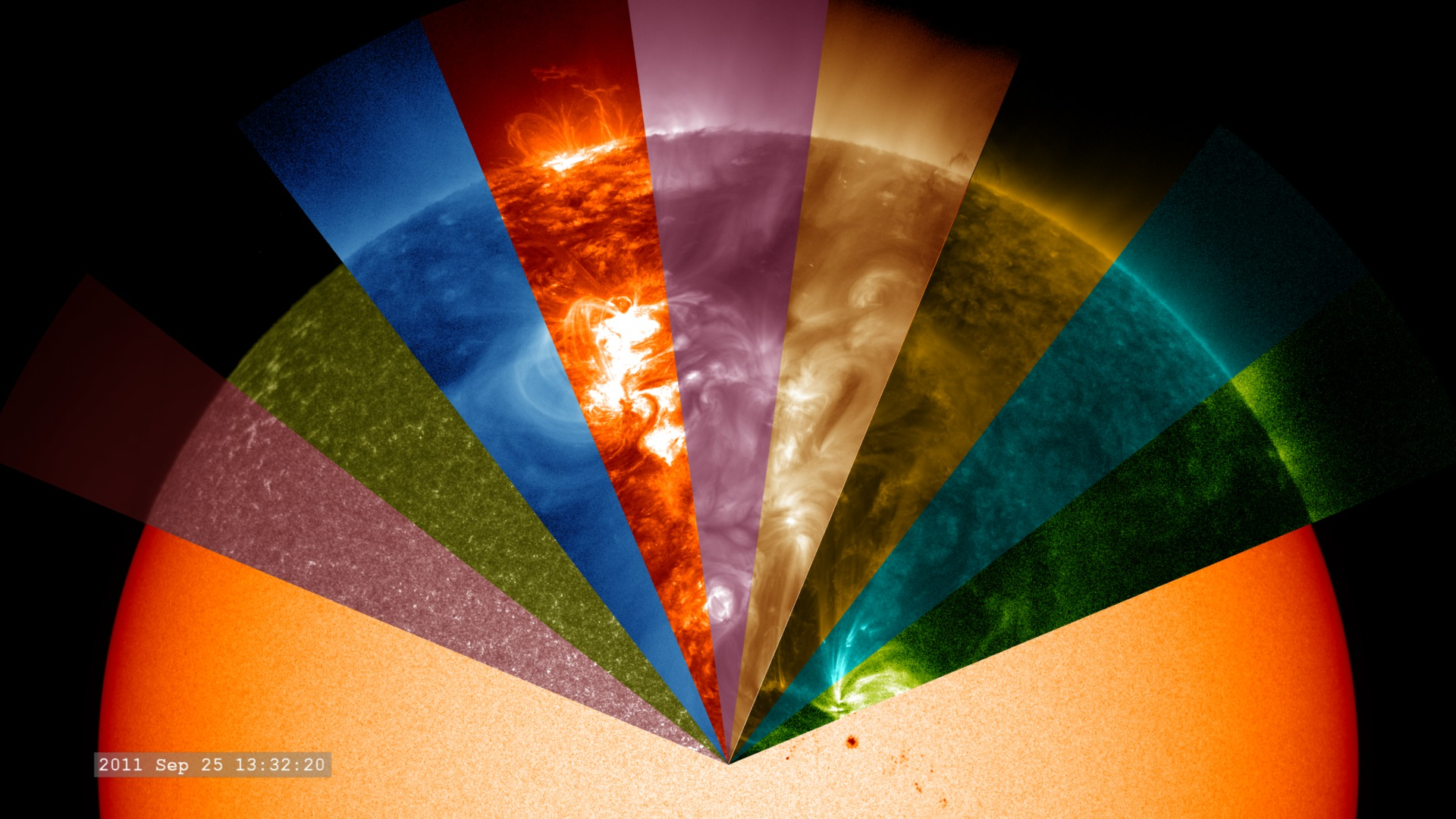
تمثل الصورة الأطوال الموجية للضوء الذي تنتجه الشمس

علم الفيزياء الشمسية بوكالة ناسا تعد الفيزياء الشمسية أحد جوانب علوم وكالة ناسا التي تتيح فهم الشمس والغلاف المغناطيسي والبيئات الكوكبية كنظام متصل واحد. بالإضافة إلى العمليات الشمسية وتشمل مجال الدراسة تفاعل البلازما الشمسية والإشعاع الشمسي مع الأرض والكواكب الأخرى والمجرة. من خلال تحليل الروابط بين الشمس والرياح الشمسية وبيئات الفضاء الكوكبية ومكان الإنسان في مجرة درب التبانة ، يتم الكشف عن العمليات الفيزيائية الأساسية التي تحدث في جميع أنحاء الكون. إن فهم الروابط بين الشمس وكواكبها سيسمح بالتنبؤ بتأثيرات التفاعل الشمسي على البشر ، والأنظمة التقنية وحتى على وجود الحياة نفسها. وهذا أحد الأهدف المعلن عنها لبحوث الفيزياء الشمسية.

## التأثيرات المحلية
تنظر الفيزياء الشمسية في علوم ناسا إلى الشمس كنجم نشط وأن الأرض تقع في مكانها الطبيعي داخل غلافها الجوي. هذا الرأي يشمل أيضا التفاعل بين خصائص الأرض الجيوفيزيائية مع هذا النجم النشط. على سبيل المثال يؤثر ضوء الشمس على كل الحياة والعمليات على الأرض حيث يكون هو مزود الطاقة الذي يسمح ويديم الحياة على الأرض. ومع ذلك تنتج الشمس أيضًا تيارات من جزيئات الطاقة العالية المعروفة باسم الرياح الشمسية والإشعاع الذي يمكن أن يؤذي الحياة أو يغير تطورها. بالإضافة إلى ذلك في إطار الدرع الواقي للمجال المغناطيسي للأرض وجوها يرى علماء وكالة ناسا الأرض كجزيرة في الكون حيث تطورت الحياة وازدهرت. ترتبط أصول ومصير الحياة على الأرض ارتباطًا وثيقًا بسلوك الشمس. ومن ثم فإن وكالة ناسا تدرس الفيزياء الشمسية من هذا المنظور.

## برنامج أبحاث الفيزياء الشمسية
تم تطوير طرق لرؤية أعمال الشمس الداخلية وفهم كيف يستجيب الغلاف المغناطيسي للأرض للنشاط الشمسي. تهتم الدراسات الإضافية باستكشاف النظام الكامل للتفاعلات المعقدة التي تميز علاقة الشمس بالنظام الشمسي. ووفقًا لوكالة ناسا فإن فهم هذه الصلات أمر بالغ الأهمية خاصة عندما نفكر في مصيرنا في الألفية الثالثة. هناك حاجة إلى الفيزياء الشمسية لتسهيل التوسع المتسارع للتجربة البشرية خارج حدود كوكب الأرض. تسمح لنا التطورات الحديثة في التقنية للمرة الأولى بالتفكير في الرحلات خارج نطاق النظام الشمسي.
هناك ثلاثة أهداف أساسية تحدد الدراسات المتعددة العقود اللازمة:
- فهم التدفق المتغير للطاقة والمادة في جميع أنحاء الشمس والغلاف المغناطيسي والبيئات الكوكبية.
- استكشاف العمليات الفيزيائية الأساسية لأنظمة البلازما الفضائية.
- تحديد الأصول والتأثيرات الاجتماعية للتنوع في نظام الأرض والشمس.
- استخدام مجموعة من العناصر المترابطة لتحقيق هذه الأهداف. وتشمل مهام تكميلية بأحجام مختلفة مثل تطوير تقنيات التمكين والتعزيز في الوقت المناسب واكتساب المعرفة من خلال البحث والتحليل والنظريات.

## نجم متغير
تقع الأرض في الغلاف الجوي الممتد للنجم المغنطيسي المتغير الذي يحرك النظام الشمسي المحلي ويدعم الحياة على الأرض حيث لوحظ أن الشمس تختلف من وجهات نظر متعددة حيث تبعث الشمس الضوء في الأشعة تحت الحمراء المرئية وفوق البنفسجية وفي طاقات الأشعة السينية وتنبعث منها حقل مغناطيسي وبلازما ضخمة (الرياح الشمسية) وجزيئات حيوية تتحرك بسرعة تقارب سرعة الضوء وكل هذه الانبعاثات تختلف.
تمت دراسة التفاعل المتشابك للأرض والغلاف الجوي لأن هذا الكوكب مغمور في هذه البيئة غير المرئية والغريبة المتأصلة بطبيعتها. الشمس لها تأثير لأن المجتمع الحديث يعتمد بشكل كبير على مجموعة متنوعة من التقنيات التي تتأثر بالطقس والاضطرابات الشديدة في الغلاف الجوي العلوي وبيئة الفضاء القريبة من الأرض المدفوعة بالنشاط المغناطيسي للشمس. يمكن للتيارات الكهربائية القوية التي يتم دفعها على سطح الأرض أثناء الأحداث الشفقية أن تعرقل وتدمر شبكات الطاقة الكهربائية الحديثة ويمكن أن تسهم في تآكل أنابيب النفط والغاز.

## الاهتمامات الرئيسية
بناءً على تاريخ وكالة ناسا الغني بالاستكشافات العلمية للنظام الشمسي البعيد والقريب من كوكب الأرض، أصبح بإمكاننا نحن البشر طرح فهمٍ تنبؤي عن موقعنا في النظام الشمسي. فنحن لا نعيش في عزلة كما كنا متصورين، بل عرفنا أننا مقترنون بالشمس وبيئة الفضاء من خلال النظام الشمسي لكوكبنا، والأنظمة التكنولوجية التي توصلنا إليها، وقابلية استعمار الكواكب والأجسام التي تدور في النظام الشمسي، والتي قمنا وسنقوم باكتشافها. وفي نهاية المطاف، سيعود كل ذلك على مستقبل ومصير كوكب الأرض أيضاً.
يؤثر التغيّر في هذه البيئة على الأنشطة اليومية التي يقوم عليها مجتمعنا الحديث، كالاتصالات والملاحة والرصد الجوي. فبيئة الفضاء مهمة بالنسبة للبشر وأنظمتهم التكنولوجية سواءً على الأرض أو في المحطات الفضائية، لذا من الضروري لنا –باعتبارنا كائناتٍ رائدة للفضاء –أن نطوّر فهمنا لعمليات البلازما الفضائية هذه.

## الغلاف الشمسي
تؤثر البلازما وما تتضمنه من حقول مغناطيسية على تشكل وتطور ومصير الكواكب والأنظمة الكوكبية. حيث يحمي الغلاف الشمسي النظامَ الشمسي من الأشعة الكونية المجريّة. وكذلك الأرض بحقلها المغناطيسي تحمينا من الإشعاع الشمسي والكوني، ومن تآكل الغلاف الجوي جرّاء تعرضه للرياح الشمسية. أما الكواكب الأخرى التي لا تملك حقلاً مغناطيسياً، كالمريخ والزهرة، فهي عرضة لهذه الإشعاعات والعمليات، وبالتالي تتطور بشكل مغاير لتطور كوكبنا.
تتغيّر قوة الحقل المغناطيسي وبنيته خلال انعكاس الاستقطابية، وهو ما يأثر على الحماية من مصادر الإشعاع الخارجية.

## الغلاف المغناطيسي
تساعدنا معرفة التغيرات في الغلاف المغناطيسي والأيوني والغلاف الجوي العلوي للأرض في تمييز وتنبؤ أثرها (أثر الأغلفة) والحد من هذا الأثر. حيث يهدف علم الفيزياء الشمسية إلى تطوير فهم أفضل لاستجابة مناطق البلازما القريبة من الأرض لجو الفضاء. ويحمي هذا النظام المعقد والمترابط الأرضَ من أسوأ الاضطرابات الشمسية في الوقت الذي يعيد فيه توزيع الطاقة والكتلة.

## البيئة الفضائية
ويتضمن فهم الأسباب والتطور اللاحق للنشاط الشمسي، والذي يؤثر بدوره على المناخ الفضائي والبيئي للأرض. وتُحدد البيئة الفضائية والمناخية للأرض بأثر البلازما والجزيئات والإشعاع، وجميعها مخرجات الشمس. لذا من الضروري فهم هذا النجم (الشمس) وتحديد صحة التوقعات والتنبؤات المتعلقة بالنشاط الشمسي. بالإضافة إلى تطوير إمكانية توقع النشاط الشمسي وتطور الاضطرابات الشمسية التي تنتشر لتصل إلى كوكبنا الأرض.